# Follo
Follo é uma comuna italiana da região da Ligúria, Província da Spezia, com cerca de 5.549 habitantes. Estende-se por uma área de 23 km², tendo uma densidade populacional de 241 hab/km². Faz fronteira com Beverino, Bolano, Calice al Cornoviglio, La Spezia, Podenzana (MS), Riccò del Golfo di Spezia, Vezzano Ligure.

## Demografia
| Variação demográfica do município entre 1861 e 2011                               |
|                                                                                   |
| Fonte: Istituto Nazionale di Statistica (ISTAT) - Elaboração gráfica da Wikipedia |